# Korptjärnen, Dalarna
Korptjärnen är en sjö i Mora kommun i Dalarna och ingår i Dalälvens huvudavrinningsområde.